# Hulgeriban, Shirhatti
Hulgeriban là một làng thuộc tehsil Shirhatti, huyện Gadag, bang Karnataka, Ấn Độ.